# Acquarossa (sito archeologico)
Acquarossa è un sito archeologico che si trova nelle vicinanze di Viterbo, di fronte all'antica città romana di Ferento.

## Storia
Acquarossa è il nome odierno, derivato dalla vicina sorgente di acqua ferruginosa, attribuito dagli archeologi a un abitato etrusco risalente alla metà del VII secolo a.C. e distrutto, da un terremoto o da città nemiche, intorno al 550-500 a.C., di cui è ignoto il nome originario.
L’area era già abitata da millenni: sono stati fatti ritrovamenti sporadici del Neolitico, dell'Eneolitico e, sia pure a una certa distanza, dell'età del bronzo (aspetto culturale appenninico), che attestano villaggi di epoche alquanto precedenti agli Etruschi.
La caratteristica più importante dell’insediamento di epoca arcaica è costituita dalle numerose case, di forma prevalentemente quadrangolare, costituite generalmente da tre stanze allineate con o senza portico antistante, costruite con blocchi di tufo rinforzati con tronchi di legno, che formano un tessuto urbano di carattere irregolare.
A breve distanza dalla città sono state trovate aree sepolcrali risalenti sia all'epoca di maggiore evidenza dell'abitato, sia alla sua fase più antica corrispondente a un momento avanzato della prima età del ferro.
I resti archeologici sono venuti alla luce a seguito di campagne di scavo condotte dall'Istituto svedese di studi classici a Roma a partire dal 1966, a cui partecipò anche il re Gustavo VI Adolfo di Svezia, appassionato archeologo.